# 1993 – Jede Revolution hat ihren Preis
1993 – Jede Revolution hat ihren Preis ist eine italienische Fernsehserie. Sie setzt die Serie 1992 – Die Zukunft ist noch nicht geschrieben fort: Im Hintergrund werden die wichtigsten italienischen Ereignisse des Jahres 1993 gezeigt: der ENIMONT-Prozess, der politische Sturz von Bettino Craxi und der Partito Socialista Italiano (PSI), die Mafia-Angriffe von Florenz, Rom und Mailand, das Ende der Ersten Republik und der Aufstieg von Silvio Berlusconi.
Während die Vorgängerserie in Deutschland noch über Sky Deutschland vertrieben wurde, erfolgte die deutsche Erstausstrahlung von 1993 am 12. April 2018 über Sony Channel. Dort ist auch die abschließende dritte Serie 1994 – Willkommen in der Zweiten Republik seit 30. Januar 2020 abrufbar. Die deutsche Fassung erstellte die Studio Hamburg Synchron GmbH unter Dialogbuch und -regie von Engelbert von Nordhausen. Die Serie wurde durch Polyband Medien am 29. Juni 2018 auf DVD und Blu-Ray veröffentlicht.

## Rezeption
In der Frankfurter Allgemeinen Zeitung lobt Matthias Hannemann 1993 als „flüssig geschildert, stilvoll fotografiert und sogar musikalisch hinreißend“. Die Serie sei zwar „recht rauh, recht hart, mit viel nackter Haut“. Doch gebe es „nicht einen schlechten Schauspieler oder eine enttäuschende Schauspielerin“. Regisseur Giuseppe Gagliardi habe ein Sittengemälde geschaffen, „in dem man auf unheimliche Weise vieles von dem wiederfindet, was in aktuellen Diskussionen zum Aufstieg von Populisten oder dem Verhältnis von mächtigen Männern und jungen Frauen zur Sprache kommt.“
Im Spiegel schreibt Christian Buß, die Kunst der Serie liege darin, „die zugespitzten Charaktere derart mit Leben zu füllen, dass wir ihnen in die extremsten Ecken des Parteienspektrums und düstersten Winkel der Machtgier folgen“. Buß zeigt sich begeistert von den „süffigen Panoramabildern und klugen Personenkonstellationen“, aber auch vom Soundtrack mit ausgespielten Songs aus den frühen Neunzigern. 1993 sei nach Gomorrha „ein weiteres realitätsgesättigtes Serienmeisterwerk aus Italien“.
Auf Zeit Online findet es Carolin Ströbele erstaunlich, „wie gegenwärtig die Serie trotz des Zeitsprungs von 25 Jahren daherkommt“. Auch jenseits der italienischen Innenpolitik sei 1993 ein Lehrstück darüber, „was in einem Land passieren kann, wenn sich in der politischen Mitte eines Landes plötzlich ein Abgrund auftut.“